# The Negro Worker
The Negro Worker (em português: O Trabalhador Negro) foi o jornal do Comitê Sindical Internacional de Trabalhadores Negros. Seu nome oficial era The International Negro Workers' Review, quando foi lançado em 1928, mas mudou de nome em março de 1931. Deixou de publicar-se em 1937. Foi editado primeiro por George Padmore, uma figura reconhecida nos círculos comunistas de Harlem, até 1931, e depois por James W. Ford até 1937.

## Relevância
The Negro Worker foi um instrumento de difusão da Comintern, que almejava dar à população afro-americana "ter informação atualizada sobre as lutas que se estavam ocorrendo ao redor do mundo e a orientação política necessária (comunista) para as transformações radicais, tomando como referente os sucessos da Rússia soviética". Assim como a publicação Negro World, de Marcus Garvey, The Negro Worker foi banida por ser considerada subversiva em Trinidad e Tobago, Granada e San Vicente. A classe trabalhadora (majoritariamente das petroleiras) continuou a circular a publicação de forma clandestina.